# Livistona decora
Espèce
Classification phylogénétique
Synonymes
- Corypha decora W.Bull
- Livistona decipiens Becc.
- Livistona decipiens var. polyantha Becc.

Le latanier pleureur, Livistona decora (anciennement Livistona decipens), est une espèce de plantes qui appartient à la grande famille des Arecaceae (palmiers). De toutes les espèces de Livistona, le decora a les pinnules les plus retombantes, et le port le plus « pleureur », d'où son nom vernaculaire.

## Description
- Stipe : le stipe est fin et élancé, gris et fissuré, renflé à la base il atteint dix mètres de hauteur.
- Feuilles : Au stade juvénile les feuilles sont légèrement costapalmées, profondément découpées. À l'âge adulte les feuilles sont extrêmement lacérées et franchement costapalmées. Les folioles sont particulièrement pendantes donnant un effet de feuilles déchirées.
- Inflorescence : les fleurs sont hermaphrodites (monoïque) . Les inflorescences sont très "plumeuses", moins longues que les feuilles.
- Fruits : les fruits sont des drupes. Parvenus à maturité, ils prennent une couleur noirâtre de la forme et de la taille d'une olive.

## Habitat
L'espèce est endémique de la côte est du Queensland en Australie, le climat de cette région est tempéré à subtropical. Le Livistona decipiens pousse en de grandes colonies le long des cours d'eau, dans des zones humides ou dans des marécages, jusqu'au bord de mer.

## Culture
L'espèce est largement acclimatable en zone tempérée douce ou en zone tropicale. La résistance au froid est légèrement supérieure aux autres "Livistona". Les jeunes plants sont capables de supporter des gels de -7 °C sans dégât majeur si les périodes de froid sont courtes. Les plantes adultes ne sont pas trop défoliées à -7 °C ; à -12 °C les sujets robustes montrent de bonnes capacités à refaire des feuilles.
Les conditions optimales de culture sont avec un sol riche et très humide, été chaud et long, hiver doux.
Les jeunes plantes aiment la mi-ombre, n'apprécient pas les vents violents. Les adultes se plaisent en plein soleil.
Peu planté en France, on trouve des exemplaires de manière sporadique entre Cannes et Menton.